# Scénotest
Scénotest (The Scenotest; Der Scenotest) je projektivní psychodiagnostický test a terapeutický postup, vyvinutý počátkem roku 1938 německou psycholožkou Gerdhildou von Staabsovou (1900–1970). Používá se jako obecný vývojový test, ve vývojové psychodiagnostice a v psychoterapii hrou.

## Historie
Předchůdci Scénotestu byly testy německo-americké psycholožky Charlotte Bühlersové (1893–1974), britské zakladatelky dětské psylologie a psychoterapie Margarete Lowenfeldové (1890–1973) a později Dory Kalffové, zakladatelky terapie hrou v písku (sandplay therapy). Tyto testy podle jejich autorek měly obsáhnout celý svět dítěte a ukázat herní materiál, vybízející ke stavbě příběhu.
Dětská a adolescentní psychiatrička Gerdhilda von Staabsová na tomto základě vyvinula dětské terapeutické loutkové divadlo Scénotest. Metodu, která byla původně vytvořena jako diagnostická pomůcka pro děti a mládež, postupně autorka užívala také v diagnostice dospělých a její hlavní přínos začala více spatřovat i v oblasti psychoterapeutické.
Scénotest je v současnosti nejvíce využíván v oblasti vývojové diagnostiky (např. Rakousko, Švýcarsko, Polsko, Česko), dále v oblasti diagnostiky rodinných či sociálních vztahů a v psychoterapii dětí a dospívajících (např. s poruchami chování, pervazivními vývojovými poruchami (poruchy autistického spektra), poruchami sociálního kontaktu ap.) – a to jak pro krátkodobou, tak i střednědobou a dlouhodobou (systematickou) psychoterapii.

## Testovací pomůcky
Pomůcky jsou standardizované a jsou uloženy v plochém pouzdře, které slouží jako platforma při provádění testu. Herní objekty tvoří celkem 16 figurek panenek, z toho 8 dospělých a 8 dětí. Panenky se vyznačují různými velikostmi, oblečením a mimikou, aby mohli být zastoupeni i pečovatelé dítěte. Ploché obdélníkové a čtvercové dřevěné bloky kombinované s tenkými i silnými dřevěnými sloupy vybízejí ke stavbě budov, ale také k řešení vnitřních prostor a jejich vybavení. K oživení herní scény a děje je k dispozici výběr zvířat, stromů, květin, vozidel a každodenních předmětů.

## Kritika
Podle kritiků neexistuje žádná standardizace vyhodnocení testu, výsledky testu nejsou objektivní a silně závisí na individuální interpretaci správce testu, i když jako referenční hodnoty pro hrubou orientaci jsou k dispozici střední hodnoty, směrodatné odchylky a frekvenční tabulky. Stejně jako u všech projektivních psychodiagnostických testů je kvalita testu, pokud jde o objektivitu, spolehlivost a validitu, poměrně nízká. Navzdory těmto nedostatkům je test pravidelně používán v dětské psychoterapii a při psychologických vyšetřeních dětí a rodiny.
Např. v týdeníku Der Spiegel se uvádí: „Sbírka panenek nebo zvířecích postaviček z roku 1938 má povzbudit děti, aby prostřednictvím hry odhalily své problémy a strachy, přičemž velká kráva údajně symbolizuje utlačovatelskou sílu. Po více než 50 letech je vhodnost loutkářství stále neprokázaná, používá se však např. pro tak obtížná rozhodnutí, jako k objasnění, s kterým z rodičů jsou děti v lepších rukou.“